# Drassyllus jubatopalpis
Drassyllus jubatopalpis är en spindelart som beskrevs av Levy 1998. Drassyllus jubatopalpis ingår i släktet Drassyllus och familjen plattbuksspindlar.
Artens utbredningsområde är Israel. Inga underarter finns listade i Catalogue of Life.